# گاموو
گاموو (به لهستانی:  Gamów) یک روستا در لهستان است که در گمینا رودنگک (استان سیلسیان) واقع شده است. گاموو ۴۷۰ نفر جمعیت دارد.